# Ruth Edwards (cyclisme)
Pour les articles homonymes, voir Winder et Ruth Edwards.
Ruth Edwards, née Winder le 9 juillet 1993 à Keighley dans le Yorkshire en Angleterre, est une coureuse cycliste américaine professionnelle de 2014 à 2021, puis de nouveau à partir de 2024. Spécialisée en poursuite sur piste, elle a été médaillée d'or de la poursuite par équipes aux championnats panaméricains de 2015 avec Kelly Catlin, Sarah Hammer et Jennifer Valente.

## Biographie

### 2018
Au Tour d'Italie, la formation Sunweb remporte le contre-la-montre par équipes inaugural,. Sur la cinquième étape, Lucinda Brand fait partie de l'échappée matinale. Dans la difficulté de la journée, les favorites attaquent. Sur le faux-plat qui suit, Ruth Winder, Tayler Wiles et Alice Maria Arzuffi accélèrent. Au sprint, Ruth Winder s'impose largement. Elle endosse le maillot rose,. 
Au Tour de l'Ardèche, Ruth Winder court sous les couleurs de l'équipe des États-Unis. Elle est sixième des deux premières étapes au sprint. Le lendemain, Ruth Winder profite du travail de Tayler Wiles pour s'imposer détachée,,. Lors de l'arrivée au sommet du Mont Serein, elle est certes sixième mais perd plus de deux minutes sur la tête de course. Elle est ensuite cinquième de la cinquième étape. Sur la sixième étape, dans une descente, Katarzyna Niewiadoma accélère avec Katie Hall alors que Mavi Garcia chute. Ruth Winder part ensuite, suivie de Katarzyna Niewiadoma. L'Américaine passe la ligne en première, mais la Polonaise endosse le maillot rose,. Ruth Winder est quatrième du Tour de l'Ardèche et en remporte le classement par points.
Elle se classe dixième des championnats du monde sur route,,.

### 2019

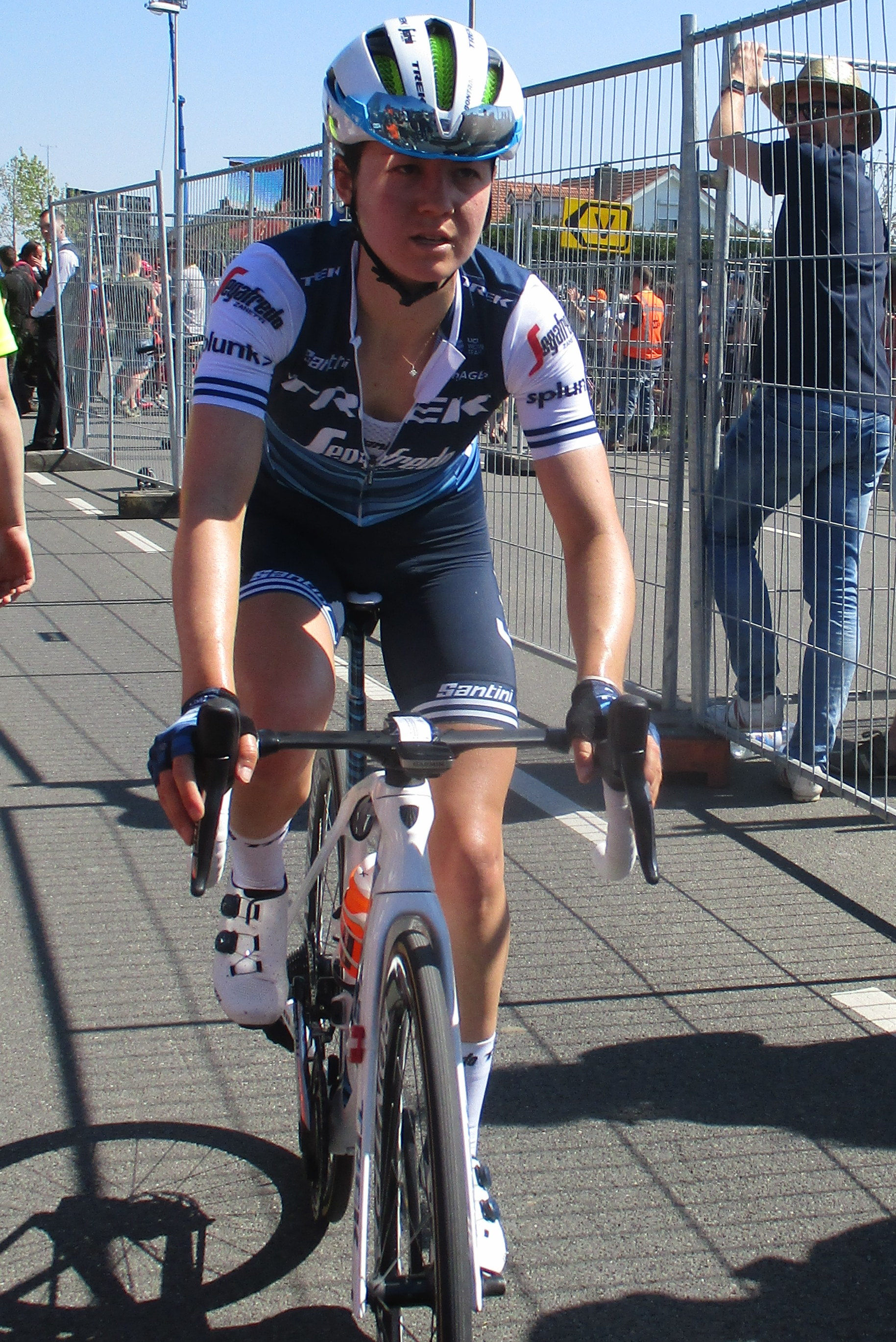
À l'Amstel Gold Race 2019

À la Setmana Ciclista Valenciana, Ruth Winder remporte la première étape après s'être échappée avec quatre autres coureuses.
Aux championnats des États-Unis, Ruth Winder attaque avec Lily Williams à trente-deux kilomètres de l'arrivée. La première distance la seconde dans la dernière côte et va s'imposer seule. Elle fait partie de la composition de la formation qui remporte le contre-la-montre par équipes de l'Open de Suède Vårgårda. Sur la course en ligne, Ruth Winder fait partie de l'échappée de quatorze coureuses qui se détache après le premier secteur gravier après trente-cinq kilomètres. Leur avance atteint la minute à cent kilomètres de l'arrivée, mais elle est reprise trente-huit kilomètres plus loin. Elle est huitième du sprint. Au Grand Prix de Plouay, elle se classe neuvième.
Au Tour de Belgique, Ruth Winder remporte le prologue sous les couleurs des États-Unis. Elle perd le lendemain la tête du classement général.

### 2020
Au Santos Women's Tour, sur la deuxième étape, la formation Mitchelton-Scott se met en tête de peloton et imprime un rythme élevé dans la difficulté de la journée. Seules Ruth Winder et Liane Lippert parviennent à suivre. Amanda Spratt attaque alors. Ruth Winder est deuxième de l'étape. Sur la troisième étape, elle profite de la configuration de course pour s'imposer au sprint et s'emparer de la tête du classement général. Le dernier jour, l'équipe s'adjuge les sprints intermédiaire et garantie ainsi la victoire finale à Ruth Winder.
Au Tour d'Italie, elle effectue une longue échappée solitaire sur la quatrième étape.  Sur la huitième étape, Ruth Winder fait partie de l'échappée de huit coureuses à mi-étape. Elle est reprise.

### 2021

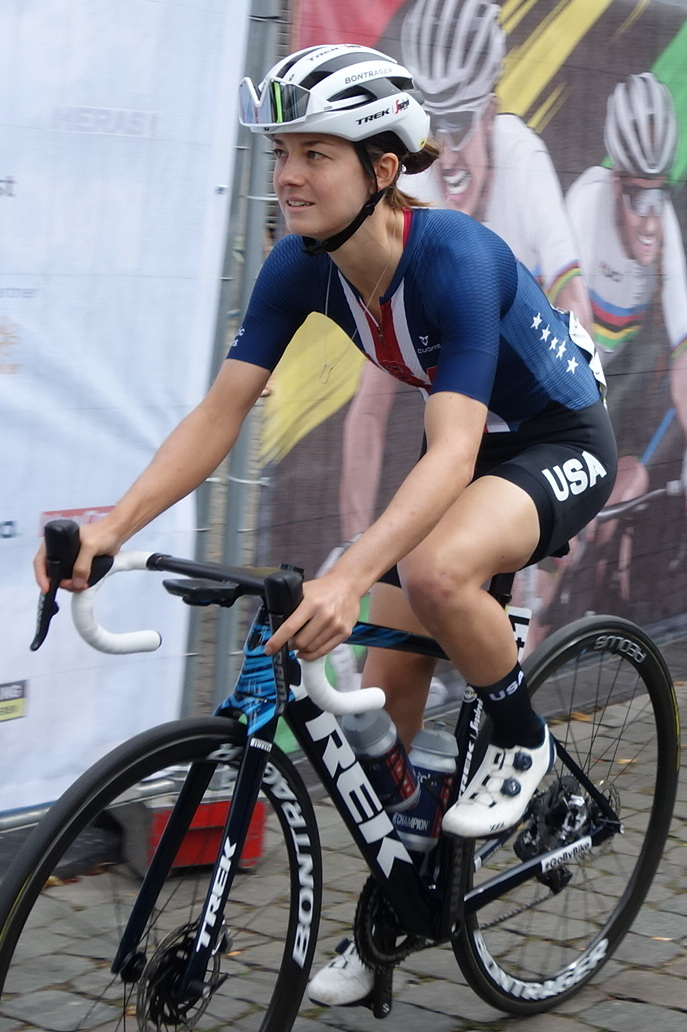
Au départ du championnat du monde

À la Flèche brabançonne, la bonne échappée part à vingt-trois kilomètres de l'arrivée avec Winder. Le sprint se joue entre Demi Vollering et Winder, bien que la première pense avoir gagné, le lancée de vélo de Ruth Winder s'avère après visualisation de la photo finish victorieux. À la Flèche wallonne, Ruth Winder contre seule après le dernier passage dans la côte d'Ereffe. Elle reste en tête de la course jusqu'au pied de l'ultime montée du Mur de Huy où elle est rattrapée par l'avant-garde du peloton.
Sur la Classique féminine de Navarre,  Arlenis Sierra et Ruth Winder reviennent sur Annemiek van Vleuten dans le final. Arlenis Sierra s'impose dans le sprint du trio devant Ruth Winder. Au Tour d'Italie, Trek-Segafredo	remporte le contre-la-montre par équipes huit secondes devant la formation SD Worx. Ruth Winder prend le premier maillot rose. Elle le perd le lendemain.
Sur la course en ligne des Jeux olympiques, Ruth Winder attaque à deux reprises dans la montée de Doushi Road. À la Classique de Saint-Sébastien, dans la dernière difficulté, Audrey Cordon-Ragot attaque et n'est pas suivie. Annemiek van Vleuten et Ruth Winder la rejoint puis la dépassent. Ruth Winder est deuxième en poursuite derrière la Néerlandaise.
Au Tour de l'Ardèche, sur la montagneuse quatrième étape, Lucy Kennedy et Ruth Winder sortent dans la première ascension. Elles reviennent sur l'avant au kilomètre soixante-douze. Dans l'avant dernier col, Ruth Winder sort seule pour aller s'imposer. Elle met un terme à sa carrière à l'issue de la saison 2021.

### 2024
Après deux saisons passées à pratiquer le VTT et le gravel en amateur, elle fait son retour au sein du peloton professionnel en 2024, en rejoignant l'équipe Human Powered Health.

## Palmarès sur piste

### Championnats du monde
- Cali 2014
  - 5e de la poursuite par équipes
  - 10e de la poursuite individuelle
- Saint-Quentin-en-Yvelines 2015
  - 5e de la poursuite par équipes
- Londres 2016
  - 4e de la poursuite individuelle

### Coupe du monde
- 2014-2015
  - 3e de la poursuite par équipes à Cali
- 2015-2016
  - 2e de la poursuite par équipes à Cali
  - 3e de la poursuite par équipes à Hong Kong

### Championnats panaméricains
- Santiago 2015
  -  Médaillée d'or de la poursuite par équipes avec Kelly Catlin, Sarah Hammer et Jennifer Valente

### Championnats nationaux
- Championne des États-Unis de poursuite par équipes en 2010 et 2013.

## Palmarès sur route

### Par années
- 2017
  - Joe Martin Stage Race :
    - Prologue, 1re et 3e étapes
    - Classement général

  - Tour de Feminin :
    - Classement général
    - 1re et 2e étapes

  - 2e du Tour de Belgique
  - 3e du championnat des États-Unis sur route
- 2018
  - 1re (contre-la-montre par équipes) et 5e étapes du Tour d'Italie
  - 3e et 6e étapes du Tour cycliste féminin international de l'Ardèche
  - 10e du championnat du monde sur route
- 2019
  -  Championne des États-Unis sur route
  - 1re étape de la Setmana Ciclista Valenciana
  - Contre-la-montre par équipes de l'Open de Suède Vårgårda
  - Prologue du Tour de Belgique
- 2020
  - Santos Women's Tour : 
    - Classement général
    - 3e étape

  - 1re étape du Tour d'Italie (contre-la-montre par équipes)
- 2021
  - Flèche brabançonne
  - 1re étape du Tour d'Italie (contre-la-montre par équipes)
  - 4e étape du Tour cycliste féminin international de l'Ardèche
  - 2e de la Classique féminine de Navarre
  - 2e de la Classique de Saint-Sébastien
  - 7e de la Flèche wallonne
- 2024
  - Tour de Thuringe
  - 2e du championnat des États-Unis sur route
  - 3e du Trofeo Oro in Euro
  - 4e de la Deakin University Elite Women’s Road Race
- 2025
  -  Championne panaméricaine du contre-la-montre
  - 3e de la Classique de Navarre
  - 6e de la Cadel Evans Great Ocean Road Race
  - 9e du Women's Tour Down Under

### Classements mondiaux
| Année                                 | 2013 | 2014 | 2015 | 2016 | 2017 | 2018 | 2019 | 2020 | 2021 | 2022 | 2023 | 2024 |
| ------------------------------------- | ---- | ---- | ---- | ---- | ---- | ---- | ---- | ---- | ---- | ---- | ---- | ---- |
| Classement UCI                        | 159e | nc   | 214e | 340e | 27e  | 67e  | 48e  | 32e  | 28e  | nc   | nc   | 51e  |
| UCI World Tour                        |      |      |      | 132e | 43e  | 71e  | 35e  | 46e  | 31e  | nc   | nc   | 61e  |
|                                       |      |      |      |      |      |      |      |      |      |      |      |      |
| Légende : nc = non classéSource : UCI |      |      |      |      |      |      |      |      |      |      |      |      |

### Résultats sur les grands tours

#### Tour d'Italie
8 participations
- 2013 : 102e
- 2014 : 119e
- 2018 : 14e, vainqueure des 1re étape (contre-la-montre par équipes) et 5e étape
- 2019 : 29e
- 2020 : 41e, vainqueure de la 1re étape (contre-la-montre par équipes)
- 2021 : abandon (10e étape), vainqueure de la 1re étape (contre-la-montre par équipes)
- 2024 : 30e
- 2025 : 46e

#### Tour de France
2 participations
- 2024 : abandon (8e étape)
- 2025 : 30e